# Lukas Lekavičius
Lukas Lekavičius, né le 30 mars 1994, à Šilalė, en Lituanie, est un joueur lituanien de basket-ball. Il évolue au poste de meneur.

## Biographie
En juin 2017, Lekavičius rejoint le Panathinaïkos avec lequel il signe un contrat de deux ans.
En juin 2019, Lekavičius retourne au Žalgiris avec lequel il signe un contrat d'un an (avec une année supplémentaire en option). En juin 2021, Lekavičius et le Žalgiris signent un nouveau contrat d'une saison avec une saison supplémentaire en option.

## Palmarès

### En club
- Champion de Lituanie : 2014, 2015, 2016, 2017, 2020 et 2021
- Coupe de Lituanie : 2015, 2017, 2020, 2021 et 2022
- Champion de Grèce : 2018 et 2019
- Coupe de Grèce : 2019

### Équipe nationale
- Médaille d'argent au Championnat d'Europe 2015